# Julia Willie Hamburg

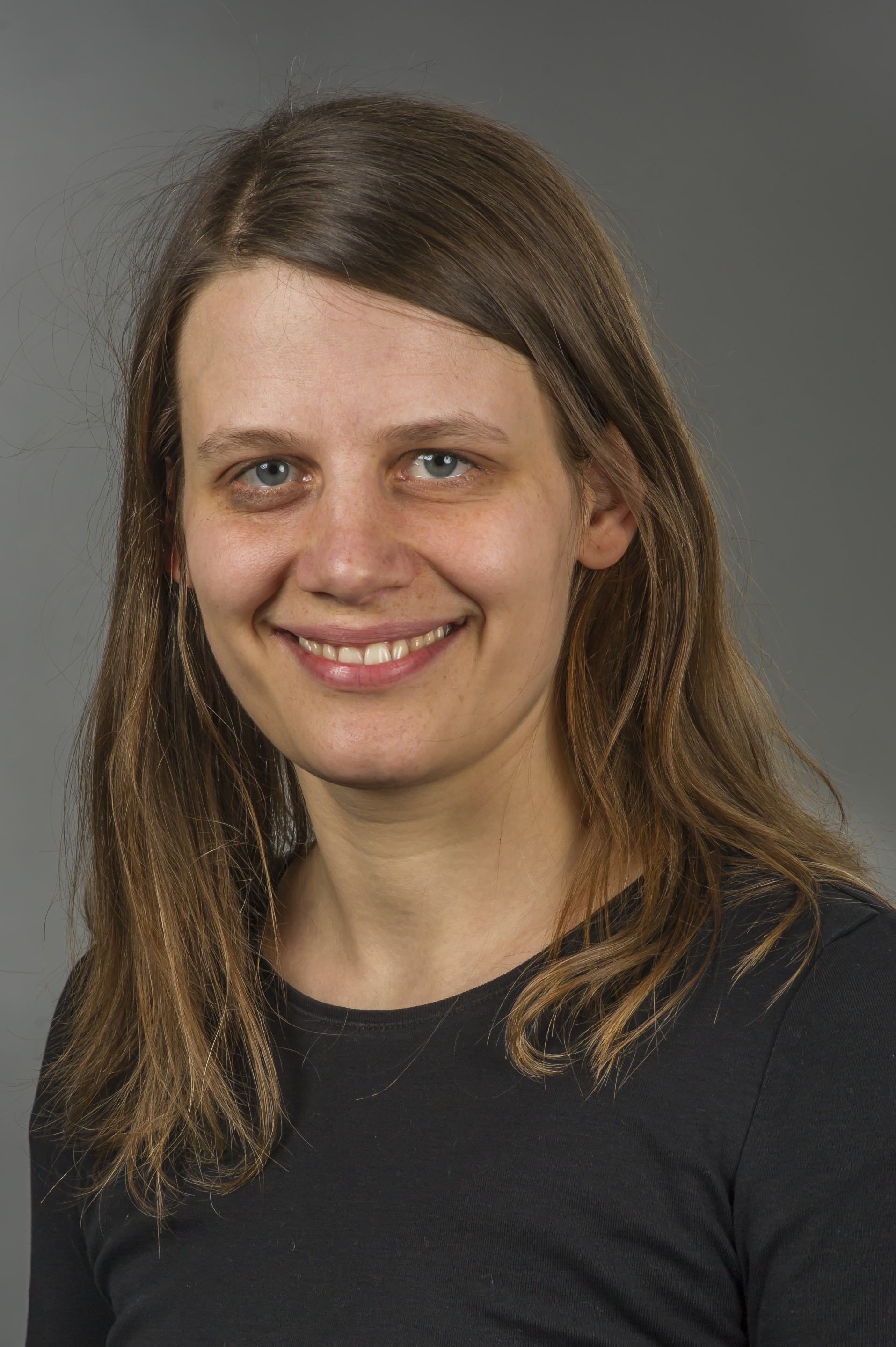
Julia Willie Hamburg, 2018

Julia Willie Hamburg (* 26. Juni 1986 in Hannover) ist eine deutsche Politikerin (Bündnis 90/Die Grünen). Sie ist seit November 2022 stellvertretende Ministerpräsidentin Niedersachsens und niedersächsische Kultusministerin.
Seit 2013 ist sie Mitglied des Niedersächsischen Landtages und war von März 2020 bis Oktober 2022 Vorsitzende ihrer Fraktion und damit Oppositionsführerin im Landtag. Von 2013 bis 2014 war sie zudem Landesvorsitzende von Bündnis 90/Die Grünen Niedersachsen.

## Leben
Nach dem Abitur an der hannoverschen Goetheschule im Jahr 2004 studierte Hamburg bis 2008 Politikwissenschaft, deutsche Philologie und Philosophie an der Georg-August-Universität Göttingen. Einen Abschluss erlangte sie nicht. Julia Willie Hamburg hat zwei Kinder.

## Politik

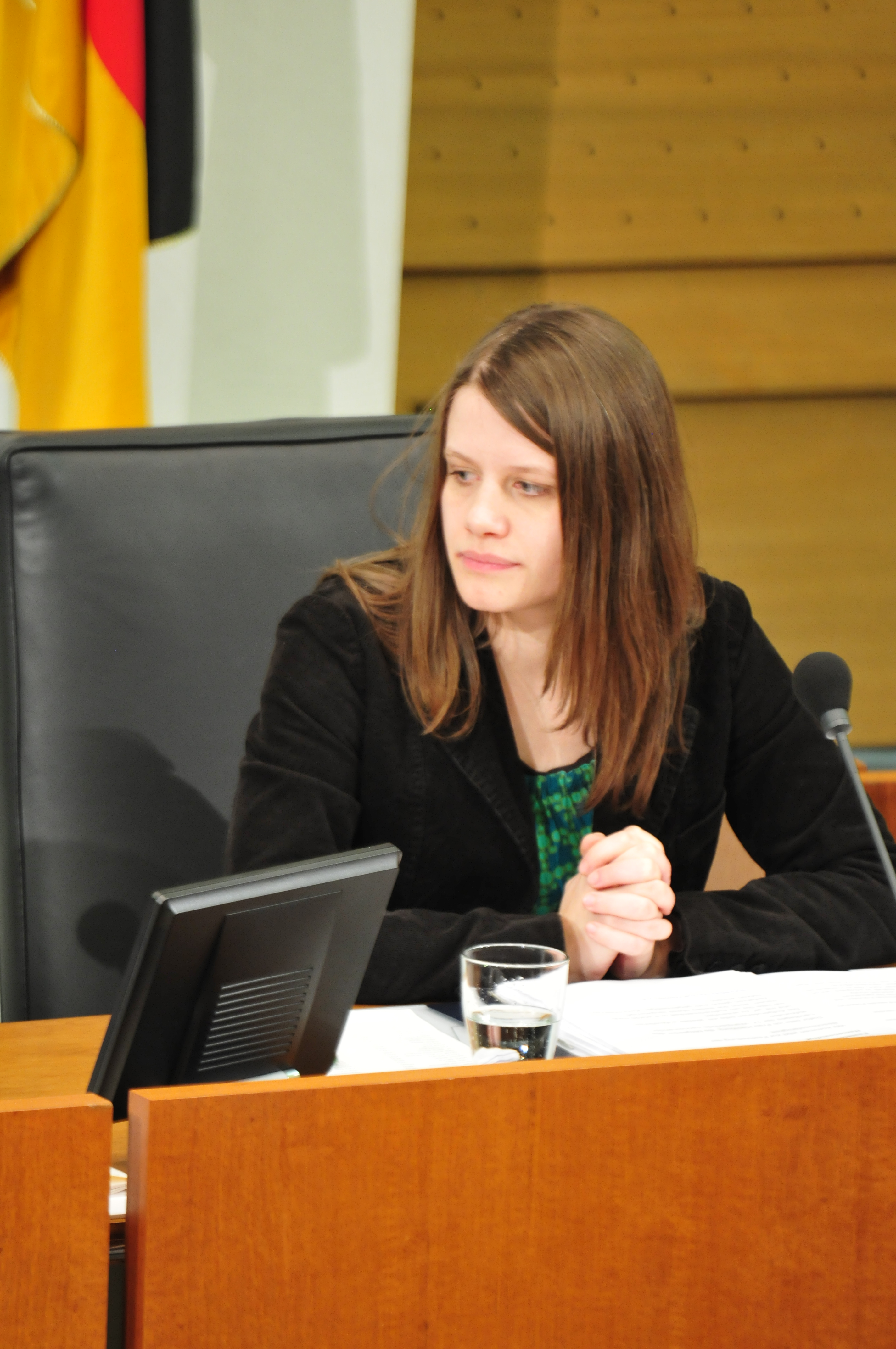
Julia Willie Hamburg bei ihrer ersten Landtagssitzung (2013)

Seit 2007 ist Hamburg Mitglied von Bündnis 90/Die Grünen. Von 2008 bis 2010 war sie Sprecherin der Grünen Jugend Niedersachsen. 2011 wurde sie zur stellvertretenden Landesvorsitzenden der Grünen gewählt, am 17. Februar 2013 zur Landesvorsitzenden. Hamburg war in diesem Amt die Nachfolgerin von Anja Piel, die kurz darauf zur Vorsitzenden der Landtagsfraktion gewählt wurde. Jan Haude wurde als Landesvorsitzender wiedergewählt; zusammen bildeten Hamburg und Haude die quotierte Doppelspitze des Landesverbandes.
Bei der Landtagswahl in Niedersachsen 2013 wurde Julia Willie Hamburg über Platz 9 der Landesliste gewählt und zog als damals mit 26 Jahren jüngste Abgeordnete in den Landtag ein.
Sie zog sich im September 2013 aufgrund einer Erkrankung nach der Geburt ihres zweiten Kindes vorerst von der politischen Arbeit zurück und legte, als die Heilung nicht wie erwartet verlief, im Februar 2014 das Amt der Landesvorsitzenden nieder; ihr Landtagsmandat behielt sie. Im Landtag, in dem die rot-grüne Koalition nur eine Stimme mehr als die schwarz-gelbe Opposition hatte, nahm jeweils auch ein Mitglied der FDP-Fraktion nicht an den Abstimmungen teil (Pairing-Vereinbarung). Seit Juli 2014 übt sie ihr Landtagsmandat wieder aus. Bei der vorgezogenen Landtagswahl in Niedersachsen 2017 zog sie erneut über die Landesliste in den Landtag ein.
Am 17. März 2020 wurde Hamburg zur Vorsitzenden ihrer Fraktion gewählt und damit Oppositionsführerin im niedersächsischen Landtag. Außerdem nominierte ihre Partei Hamburg als Spitzenkandidatin der Grünen zur Landtagswahl in Niedersachsen 2022 am 9. Oktober 2022. Im Vorfeld der Wahl erlangte Hamburg durch eine misslungene Plakatgestaltung breitere Bekanntheit. In ihrem Wahlkreis in Hannover hatte sie Wahlplakate aufhängen lassen, auf denen stand, dass sie „für Niedersachen“ (ohne s; statt „für Niedersachsen“) antrete. Nach Angaben Hamburgs wurde im Vorfeld eine veraltete Datei an die Druckerei gesendet. Bei der Wahl gewann sie schließlich mit 35,5 % als erste grüne Politikerin das Direktmandat im Landtagswahlkreis Hannover-Mitte. Nach den Koalitionsverhandlungen mit der SPD wurde sie am 8. November 2022 zur Kultusministerin und Stellvertreterin des Ministerpräsidenten ernannt.
Hamburgs Amtszeit als stellvertretende Ministerpräsidentin und Kultusministerin ist geprägt von einem hohen Fachkräftemangel und einer sehr geringen Unterrichtsversorgung. In ihrer Arbeit legt sie einen Fokus auf die Fachkräftesicherung. Mit dem Beschluss des Haushalts 2024 und der Anhebung der Einstiegsgehälter von Grund-, Haupt- und Realschullehrern auf A13 zum Schuljahr 2024/25 konnte Hamburg eines der zentralen bildungspolitischen Vorhaben der rot-grünen Koalition umsetzen.

## Kritik
Die Landesregierung beschloss, Hamburg in den Aufsichtsrat der Volkswagen AG zu entsenden; sie übernimmt das Mandat von Bernd Althusmann. Die Entscheidung wurde kontrovers diskutiert: So spricht Sebastian Lechner (CDU) von einem sachfremden „Postengeschacher“, das einzig von Parteiinteressen geleitet sei, während Wirtschaftsminister Olaf Lies (SPD), der von 2013 bis 2017 selbst im VW-Aufsichtsrat saß, unterstützt die Besetzung, während Ulrich Hocker von der Deutschen Schutzvereinigung für Wertpapierbesitz Hamburg für eine „offensichtliche Fehlbesetzung“ hält. Die politischen Ziele der Grünen führten seiner Ansicht nach zu einer Schädigung des VW-Konzerns. Man prüfe deswegen, ob man dieses Mandat über eine Klage beenden könne, sagte Hocker. Im Mai 2023 teilte Hocker jedoch mit, dass von einer Klage abgesehen werde.